# Evgenija Nikonova
Evgenija Viktorovna Šved, coniugata Nikonova (in russo Евгения Викторовна Швед-Никонова?; Belgorod, 1º novembre 1970), è un'ex cestista russa, fino al 1991 sovietica.

## Carriera
Con la Russia ha disputato due edizioni dei Giochi olimpici (Atlanta 1996, Sydney 2000), i Campionati mondiali del 1998 e tre edizioni dei Campionati europei (1995, 1999, 2001).